# 스페이스 보헤미안의 음반
이 문서는 스페이스 보헤미안에서 발매한 음반 목록이다.

## 2010년대
- 2016년 6월 25일 넬 - 미녀 공심이 OST Part.7[1]
- 2016년 7월 23일 넬 - 굿와이프 OST Part.1
- 2016년 8월 19일 넬 - C
- 2016년 11월 16일 김종완 - 역도요정 김복주 OST Part.1
- 2016년 12월 6일 넬 - [Digital Single] 그리워하려고 해
- 2016년 12월 16일 넬 - [Digital Single] 사는게 니나노
- 2017년 6월 21일 김종완 - 수상한 파트너 OST Part.8
- 2017년 7월 25일 넬 - [Digital Single] 부서진
- 2017년 11월 17일 넬 - [Digital Single] NELL X GROOVYROOM[2]
- 2018년 11월 14일 넬 - 행복했으면 좋겠어
- 2019년 8월 31일 넬 - [Digital Single] Northern Lights[3]
- 2019년 10월 10일 넬 - COLORS IN BLACK

## 2020년대
- 2020년 4월 24일 김종완 - 더 킹 : 영원의 군주 OST Part.3
- 2020년 6월 26일 넬 - [Digital Single] 듀엣
- 2020년 7월 31일 넬 - [Digital Single] Crash
- 2020년 10월 7일 김종완 - 구미호뎐 OST Part.1
- 2020년 10월 23일 넬 - [Digital Single] 온스테이지10주년-나에게 온 스테이지:10[4]
- 2021년 1월 18일 김종완 - 선배, 그 립스틱 바르지 마요 OST Part.1
- 2021년 3월 12일 넬 - [Digital Single] Don't Hurry Up
- 2021년 7월 5일 넬 - [Digital Single] X2:Eclipse OST 'Glow in the dark'
- 2021년 7월 21일 김종완 - [Digital Single] FNR[5]
- 2021년 9월 2일 넬 - Moments In Beteween
- 2021년 11월 6일 김종완 - 지리산 OST Part.3
- 2022년 8월 5일 넬 - [Digital Single] Still Sunset
- 2022년 10월 7일 김종완 - 가우스전자 OST Part.2
- 2023년 1월 1일 넬 - [Digital Single] 인정의 미학
- 2023년 8월 11일 넬 - [Digital Single] Wanderer
- 2023년 10월 12일 넬 - [Digital Single] Moon Shower
- 2023년 11월 13일 넬 - Dystopian's Eutopia
- 2024년 4월 25일 김종완 - [Digital Single] Special[6]
- 2024년 7월 6일 김종완 - 화인가 스캔들 OST Part.2
- 2024년 7월 15일 김종완 - [Digital Single] 송스틸러 - 그대만 있다면
- 2024년 12월 2일 넬 - 취하는 로맨스 OST Part.9